# Chiapilla
Chiapilla est une municipalité située dans l’État du Chiapas au Mexique.